# Mechtelly
Mechtelly (Nieuw-Nickerie, 9 januari 1935 - Amsterdam, 30 december 2020) was een Surinaams jeugdboekenschrijfster en dichteres. Mechtelly was het pseudoniem van Mechtelli Ivone Tjin-A-Sie.
Tjin-A-Sie werkte als kleuterleidster, cultureel werkster en medewerker van het Statistiekbureau. Mechtelly vervulde jarenlang bestuursfuncties in de Schrijversgroep '77. Zij debuteerde in 1973 met de dichtbundel Akoeba, daarna volgden Broko den skotoe [Doorbreek de barrières] (1974), Kors patoe (1975) en Mi afo [Mijn voorouders] (1988).
Verder schreef Mechtelly verschillende boeken voor de jeugd. In 1977 verscheen Japi en Joewan, het eerste van een reeks boeken voor de allerkleinsten; later volgden Bij de boer op bezoek (1978), Het aapje van Jaja (1982), Domoortje (1992), Anomi de meesterzwemmer (1999) en De held en andere verhalen (1999). Voor iets oudere kinderen zijn andere boeken, waarvan Het meisje uit Tapoeripa (1978) het meeste aftrek vond, al is het op orale vertellingen gebaseerde Goud uit de grond (1986) beter. Verder: Emelina (1985), Amoi het Chinees meisje (1995) en Surina de moeder van de kontraktanten (1997). Eenvoudig van taal en structuur zijn haar boeken bijzonder geschikt voor beginnende lezers.
Haar proza is weinig opmerkelijk, haar kracht ligt in haar Sranan poëzie die, traditioneel naar thematiek (land, volk en vrouw) en vorm, veel van het diepe Sranan geeft. De toon is duidelijk nationalistisch. Rond 1995 vestigde Mechtelly zich in Nederland (Amsterdam).

## Over Mechtelly
- Michiel van Kempen, Een geschiedenis van de Surinaamse literatuur. Breda: De Geus, 2003, deel II, pp. 1058, 1187, 1196.
- Alle bijdragen van en over Mechtelly op  Caraïbisch Uitzicht